# Michael Michai Kitbunchu

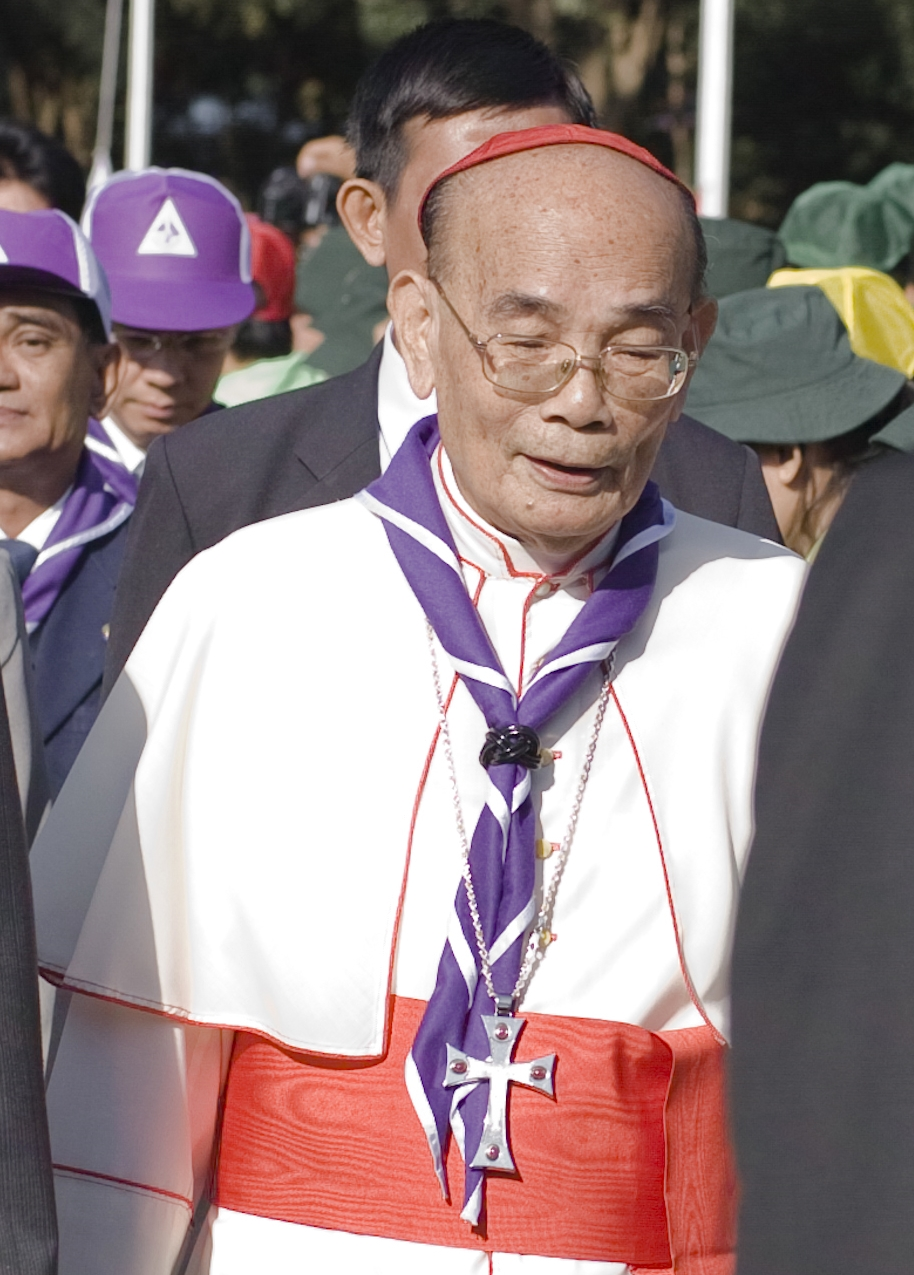
Michael Michai Kardinal Kitbunchu (2010)

Kardinalswappen

Michael Michai Kardinal Kitbunchu (Thai: ไมเกิ้ล มีชัย กิจบุญชู, Aussprache: [majkɤ̂ːn miːʨʰaj kìtbunʨʰuː]; * 25. Januar 1929 in Sam Phran, Provinz Nakhon Pathom, Thailand) ist emeritierter Erzbischof von Bangkok.

## Leben
Michael Mitchai Kitbunchu studierte Katholische Theologie und Philosophie am Seminar von Si Racha und in Rom. Er erlangte das Lizenziat in Theologie und Philosophie und empfing im Jahre 1959 in Rom die Priesterweihe. Zwischen 1959 und 1965 arbeitete als Seelsorger in Bangham und Bangkok. Von 1965 bis 1972 leitete er als Regens das Erzbischöfliche Priesterseminar.
Am 18. Dezember 1972 erhielt er von Papst Paul VI. die Ernennung zum Erzbischof von Bangkok. Die Bischofsweihe spendete ihm am 3. Juni 1973 sein Vorgänger Joseph Khiamsun Nittayo; Mitkonsekratoren waren Lawrence Thiemchai Samanchit, Bischof von Chanthaburi, und Michel-Auguste-Marie Langer, Bischof von Nakhon Sawan. Kitbunchu ist nicht nur ein umfassend gebildeter Wissenschaftler und Sprachenkenner, sondern auch ein begeisternder Seelsorger. Unter seiner Leitung erfuhr das Glaubensleben in Thailand eine deutliche Belebung, was sich unter anderem in den steigenden Zahlen der Absolventen der diözesanen Priesterseminare widerspiegelt.
Papst Johannes Paul II. nahm am 2. Februar 1983 durch Kitbunchus Ernennung zum Kardinalpriester mit der Titelkirche San Lorenzo in Panisperna erstmals einen Thailänder in das Kardinalskollegium auf.
Er nahm am Konklave 2005, in dem Benedikt XVI. zum Papst gewählt wurde, teil. Am 14. Mai 2009 nahm Papst Benedikt XVI. Kitbunchus aus Altersgründen vorgebrachtes Rücktrittsgesuch vom Amt des Erzbischofs von Bangkok an. Am Konklave 2013 nahm er wegen Überschreitung der Altersgrenze nicht mehr teil.
Seit dem Tod von Paulo Evaristo Arns im Dezember 2016 ist Kitbunchu dienstältester Kardinalpriester und damit Kardinalprotopriester. Er ist außerdem aktuell (Stand 21. April 2025) der dienstälteste Kardinal.